# بولک
شهر بولک  در بخش بولک در ایالت زوریخ در کشور سوئیس واقع شده‌است که ۱۴٬۲۳۱ نفر جمعیت دارد.